# Mira
För andra betydelser, se Mira (olika betydelser).
Mira, eller Omikron Ceti, i Valfiskens stjärnbild är känd som variabel stjärna sedan 1596. Den upptäcktes av den holländske astronomen David Fabricius och är prototypstjärna för variabla stjärnor av Mira-typ.

## Observationshistoria
Troligtvis har såväl kinesiska som grekiska astronomer gjort iakttagelser av Mira. Det blev dock David Fabricius som fått stå som upptäckare, när han iakttog variabeln i maximum med början den 3 augusti 1596. Han trodde sig ha upptäckt en nova.  Senare observationer visade att stjärnan visserligen minskade i ljusstyrka, men bara för att senare öka igen. I februari 1609 kunde han observera Mira på väg mot maximum, igen. Fabricius hade upptäckt den första variabla stjärnan om man bortser från de spektakulära novorna och de ännu mer spektakulära supernovorna. Möjligen kan Algol i stjärnbilden Perseus tänkas tävla om titeln, men dess bestämning som variabel brukar anges till 1677.
Mira blev snart en flitigt observerad stjärna och alla maximum sedan 1638 finns dokumenterade. Misstankarna om variationerna i ljusstyrka ansågs bekräftade 1638, när den polske astronomen Johannes Holwarda bestämde Miras ljusvariationer till elva månader. 
Den polsk-tyske astronomen Johannes Hevelius, som var samtida benämnde stjärnan "Mira", “Den Underbara” i sitt astronomiska verk Historiola Mirae Stellae (1662). Den franske astronomen Ismaël Boulliau bestämde i slutet av 1600-talet Miras period till 333 dygn, vilket är mindre än ett dygn ifrån det värde man numera anger periodiciteten till.

## Mera om Mira

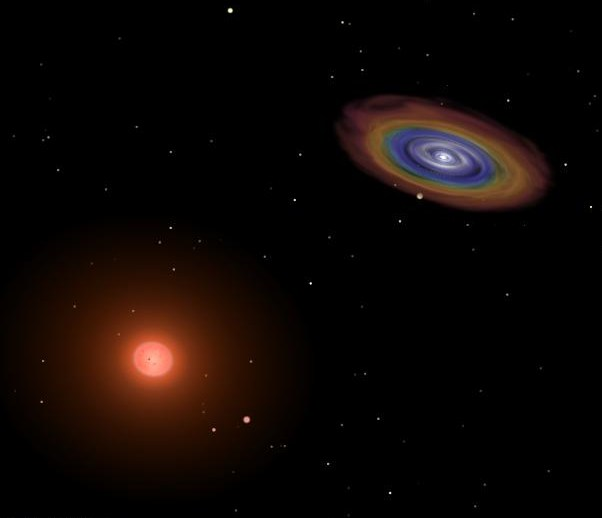
MiraAB gestaltade av konstnären.

Mira varierar i ljusstyrka under en period som är 332 dygn lång, normalt mellan magnitud 2,5 och 9,3,  men amplituden kan ibland bli ännu större. I vissa maxima är Mira Valfiskens ljusstarkaste stjärna med magnitud 2,0. Stjärnan pulserar och varierar då i både storlek och temperatur och därför också i färg. Vid maximum har den en uppskattad storlek på 650 miljoner kilometer i diameter, det vill säga drygt 400 gånger solens. Mira är en röd jätte av spektralklass M7 IIIe. Den har fått namnet Mira A eftersom den har en närbelägen följeslagare på ett avstånd av mindre än en bågsekund, som är en subdvärg, Mira B, med ungefär den dubbla massan i jämförelse med Mira A. Systemet är symbiotiskt, där dvärgen samlar på sig massa från den röda jätten under dess utbrott. Mira B upptäcktes med Rymdteleskopet Hubble 1995, när den låg 70 astronomiska enheter från moderstjärnan Mira A. Omloppstiden är ungefär 400 år.

## Maxima för Mira
Nyliga maxima och beräkningar av de närmaste kommande:

- 21-31 oktober 1999
- 21-30 september 2000
- 21-31 augusti 2001
- 21-31 juli 2002
- 21-30 juni 2003
- 21–31 maj 2004
- 11-20 april 2005
- 11-20 mars 2006
- 1-10 februari 2007
- 21-31 januari 2008
- 21-31 december 2008
- 21-30 november 2009
- 21-31 oktober 2010
- 21-30 september 2011
- 21-31 augusti 2012
- 21-31 juli 2013
- 21-30 juni 2014
- 21-31 maj 2015
- 20-30 april 2016

## Landskapsstjärnan
Mira är landskapsstjärna för Bohuslän.